# Loosdorf (zámek)
Zámek Loosdorf se nachází v dolnorakouském Weinviertelu (vinné čtvrti) v obci Fallbach v okrese Mistelbach.

## Historie
Loosdorf vznikl v době bavorské kolonizace Weinviertelu uprostřed 11. století. V roce 1416 je poprvé v dokumentech uvedena pevnost „Lostorff“.
Roku 1531 dává Ferdinand I. Habsburský (1503-1564) léno rytíři Adamu von Gall jako díl za osvobození maďarského města Ostřihom od Turků. Jeho pomník stojí na zámeckém nádvoří.
V roce 1645 zničený zámek byl kolem roku 1680 znovu postaven. Johann I. Josef von Liechtenstein (1760-1836) nechal zámek po roce 1794 přestavět v klasicismu. Působí nádherou hlavně zahradním průčelím s předloženým schodištěm a prostorným patrem. Stavebníka připomíná také blízko v lese stojící romantická zřícenina Hanselburgu.
V roce 1834 zámek získal francouzský markýz Friedrich August Piatti pro svou rodinu pocházející z horní Itálie.
V roce 1945 byl zámek Loosdorf vážně poškozený. V roce 1959 bylo otevřeno zámecké muzeum s převážně soukromými sbírkami cínových figur Rakouska.
Vedle zámku s okolním parkem stojí zámecký kostel, který slouží jako farní kostel.